# Diospyros moi
Diospyros moi är en tvåhjärtbladig växtart som beskrevs av Paul Lecomte. Diospyros moi ingår i släktet Diospyros och familjen Ebenaceae. Inga underarter finns listade i Catalogue of Life.